# Acıgöl (Nevşehir)
Acıgöl (türkisch für „Bitterer See“), ehemals Dobada oder Topada, ist eine Stadt und Hauptort des gleichnamigen Landkreises (İlçe) in der zentralanatolischen Provinz Nevşehir. Die Stadt liegt etwa 20 km westsüdwestlich der Provinzhauptstadt Nevşehir an der Fernstraße D300.
Der Landkreis Acıgöl liegt im Südwesten der Provinz und grenzt im Norden an den Kreis Gülşehir, im Nordosten und Osten an den zentralen Landkreis Nevşehir sowie im Südosten an den Kreis Derinkuyu, im Westen grenzt die Provinz Aksaray und im Südwesten in einem schmalen Stück die Provinz Niğde.
Der Landkreis wurde 1987 aus dem westlichen Teil des zentralen Landkreis (Merkez) gebildet. Bis dahin war er dort ein eigener Bucak und hatte bei der letzten Volkszählung vor der Gebietsänderung (1985) eine Bevölkerung von 25.007 Einwohnern (23,5 % des zentralen Kreises). Davon entfielen 6108 Einw. auf den Hauptort des Bucak (Bucak Merkezi) Acıgöl.
Ende 2018 bestand der Landkreis neben der Kreisstadt (31,2 % der Kreisbevölkerung) aus zwei weiteren Belediye (Gemeinden): Karapınar (2955) und Tatların (2056 Einw.). Des Weiteren existierten noch zehn Dörfer (Köy) mit durchschnittlich 831 Bewohnern. Karacaören (2500), Topaç (1302), İnallı (976), Kurugöl (915) und Tepeköy (852 Einw.) waren dabei die größten.

## Sehenswürdigkeiten
Etwa neun Kilometer südlich des Ortes liegt die Felsinschrift von Topada des Königs Wasusarma von Tabal, die von Kampfhandlungen im 8. Jahrhundert v. Chr. in der Umgebung berichtet.